# 폴리아센

폴리아센의 구조

아센(acene) 또는 폴리아센(polyacene)이란 벤젠고리가 뼈대를 공유하면서 일렬로 결합되어있는 방향족 탄화수소이다. 나프탈렌, 안트라센 등이 있다. 일반적으로는 라틴어 접두사 +(a)cene의 꼴로 명명한다. 고리가 많아지면 전도성 고분자의 성질을 띄기 때문에 유기 전계효과 트랜지스터등에 이용될 수 있다. 그러나 헥사센 이상은 불안정하기 때문에 아직까지는 펜타센만 이용되고 있다.
| Name                  | 분자식 | 고리 개수 | 분자량      | CAS 등록번호 | 구조식 |
| --------------------- | ------ | --------- | ----------- | ------------ | ------ |
| 벤젠(Benzene)         | C6H6   | 1         | 78.11 g/몰  | 71-43-2      |        |
| 나프탈렌(Naphthalene) | C10H8  | 2         | 128.17 g/몰 | 91-20-3      |        |
| 안트라센(Anthracene)  | C14H10 | 3         | 178.23 g/몰 | 120-12-7     |        |
| 테트라센(Tetracene)   | C18H12 | 4         | 228.29 g/몰 | 92-24-0      |        |
| 펜타센(Pentacene)     | C22H14 | 5         | 278.35 g/몰 | 135-48-8     |        |
| 헥사센(Hexacene)      | C26H16 | 6         | 328.41 g/몰 | 258-31-1     |        |
| 헵타센(Heptacene)     | C30H18 | 7         | 378.46 g/몰 | 258-38-8     |        |

## 같이 보기
- 헬리센